# 후루키 노조미
후루키 노조미(일본어: 古木 のぞみ, 1988년 1월 12일 ~ )는 일본의 성우이다. 나가사키현 고토시 출신. 마우스 프로모션 소속.

## 주요 출연작

### 애니메이션
- 2010년
  - 요스가노소라 - 여학생

- 2011년
  - 소프테니 - 여학생

- 2012년
  - 캄피오네! ~숭배받지 못하는 신들과 신을 죽이는 마왕~ - 여학생 B
  - 언덕길의 아폴론 - 니시미 카오루(유년기)
  - 산카레아 - 메이드 C
  - 조그만 아저씨- '나'
  - 트랜스포머 프라임 - 나카다이 미코
  - 하이타이 나나파 - 에이코
  - 아빠 말 좀 들어라! - (어린이)

- 2014년
  - 47도도부견R & 냐면 - 카니에, 짬뽕
  - 사키 -Saki- - 타지히 마유코
  - 시도니아의 기사 - 조종사
  - selector infected WIXOSS - 어린이
  - 일곱 개의 대죄 - 엘렌
  - 바라카몬 - 야마무라 미와

- 2015년
  - 그것이 성우! - 콘노 아오이
  - 롤링☆걸즈 - 오토나시 유카리
  - 시드 이야기 - 코르테스, 살리에리
  - 종말의 세라프 - 체스 벨

- 2016년
  - 명탐정 코난 - 여성(835화 엑스트라)
  - 아저씨와 마시멜로 - 후배직원
  - 하이 스쿨 플릿 - 타테이시 시마
  - 쿠마미코 - TV의 목소리
  - 사이키 쿠스오의 재난 - 마키노 아리스
  - 일인지하 THE OUTCAST - 원심
  - selector destructed WIXOSS - 타윌
  - 작열의 탁구 소녀 - 자시키와라시 자쿠로

- 2017년
  - TRICKSTER -에도가와 란포 「소년 탐정단」에서- - 나가시마 유코
  - 쓰레기의 본망 - 여학생
  - 프린세스 프린서플 - 치세
  - 날조트랩 -NTR- - 2학년 3반 여학생
  - Just Because! - 모리카와 유즈루
  - 고래의 아이들은 모래 위에서 노래한다 - 님
  - 코노하나 기담 - 아오이
  - 키노의 여행 신 시리즈 - 주민 A

- 2018년
  - 에미야 가의 오늘의 밥상 - 아이
  - 학원 베이비시터즈 - 카시마 코타로
  - 용왕이 하는 일! - 아이A
  - 스피릿팩트 - 이시코로
  - 사이키 쿠스오의 재난2 - 마키노 아리스
  - 명탐정 코난 - 여대생(899화 엑스트라), 여성점원(903화 엑스트라)

- 2019년
  - 아빠도, 하고 싶어 - 나루세 이치카
  - 불쾌한 모노노케안 속 - 츈이치
  - 후르츠 바스켓 - 여학생
  - 어째서 여기에 선생님이?! - 타카하시 타카시(少)
  - 죠죠의 기묘한 모험: 황금의 바람 - 어머니와 정신이 바뀐 아기
  - 칸다가와 JET GIRLS - 아나운서

- 2020년
  - 이종족 리뷰어스 - 브브라라
  - 마에세츠! - 카나리 카나에

- 2021년
  - 천공 침범 - 사이토 메구미
  - 프린세스 프린서플 Crown Handler 1장 - 치세
  - 프린세스 프린서플 크라운 핸들러 제2장 - 치세

### 게임
- 아이돌 사변 - 코사사 비라마인
- 어비스 호라이즌 - 디모인, 히에이, 이세
- 천화백검 -참- - 지로타치
- 킹스레이드 - 영혼의 인도자 레피
- 편대소녀 - 도이 키미
- SHOW BY ROCK!! - 킷츤